# Penitenciária Antônio Dutra Ladeira
A Penitenciária Antônio Dutra Ladeira é uma unidade prisional brasileira localizada no município de Ribeirão das Neves, na região metropolitana da capital Belo Horizonte.

## Capacidade
No ano de 2020, de acordo com o Conselho Nacional de Justiça (CNJ), a penitenciária tinha 2.374 presos. Sua capacidade era, à época, para 1.663 presos.